# PTT İstanbul Cup
A PTT Cup é uma competição de tênis masculino, realizado em piso duro, válido pelo ATP Challenger Tour, em 2013, na cidade de Istambul, Turquia.

## Edições

### Simples
| Ano  | Campeão         | Vice-Campeão | Placar             |
| ---- | --------------- | ------------ | ------------------ |
| 2013 | Benjamin Becker | Dudi Sela    | 6–1, 2–6, 3–2 ret. |

### Duplas
| Ano  | Campeões                     | Vice-Campeões              | Placar           |
| ---- | ---------------------------- | -------------------------- | ---------------- |
| 2013 | James Cluskey Fabrice Martin | Brydan Klein Ruan Roelofse | 3–6, 6–3, [10–5] |